# Viļaka
Viļaka ( výslovnost) je město v Lotyšsku a správní centrum stejnojmenného kraje. V roce 2010 zde žilo 1525 obyvatel.